# Sagenidiopsis
Sagenidiopsis är ett släkte av svampar. Sagenidiopsis ingår i familjen Arthoniaceae, ordningen Arthoniales, klassen Arthoniomycetes, divisionen sporsäcksvampar och riket svampar.
|               | Arthonia                                        |
|               |                                                 |
|               | Arthothelium                                    |
|               |                                                 |
|               | Cryptothecia                                    |
|               |                                                 |
|               | Herpothallon                                    |
|               |                                                 |
|               | Tylophoron                                      |
|               |                                                 |
| Sagenidiopsis | \| \| Sagenidiopsis subconfluentica \| \| \| \| |
|               | \| \| Sagenidiopsis subconfluentica \| \| \| \| |
|               | Sagenidiopsis subconfluentica                   |
|               |                                                 |

|  | Sagenidiopsis subconfluentica |
|  |                               |